# Гарсия, Родригу
Родригу Гарсия (порт. Rodrigo Garcia; род. 10 мая 1974, Танаби, Сан-Паулу) — бразильский государственный и политический деятель. Член Бразильской социал-демократической партии. Являлся депутатом штата, избираемым в три подряд созыва местного законодательного собрания: 1999—2002, 2003—2006 и 2007—2010 годы, а также председателем Законодательного собрания Сан-Паулу с 15 марта 2005 по 15 марта 2007 года. Занимал должность губернатора Сан-Паулу с апреля по декабрь 2022 года.

## Биография
Родился в Танаби. Занимал должность заместителя главы муниципального секретариата по модернизации, управлению и дебюрократизации мэрии Сан-Паулу с 2008 по 2010 год. В апреле 2010 года вернулся в Законодательное собрание, чтобы продолжить работу в качестве государственного депутата от «Демократов». Был национальным вице-председателем «Демократов» и генеральным секретарем партии в штате Сан-Паулу.
В мае 2011 года был приглашен губернатором штата Сан-Паулу Джеральдо Алкмином на должность государственного секретаря по социальному развитию.
28 мая 2013 года, снова по приглашению губернатора Жералду Алкмина, был назначен на должность министра экономического развития, науки и технологий штата Сан-Паулу, который позже стал секретарём развития штата Сан-Паулу. 3 апреля 2014 года оставил должность секретаря, чтобы вернуться в Федеральную палату.
На выборах 2014 года в законодательное собрание (2015—2019) набрал пятое по количеству голосов и стал федеральным депутатом в штате Сан-Паулу, получив 336 151 голосов избирателей. 1 февраля 2015 года вступил в пятый срок. Впоследствии, 19 марта 2015 года, ушёл в отставку с должности государственного секретаря по жилищным вопросам в новом правительстве Джеральдо Алкмина. Проголосовал за импичмент президента Бразилии Дилмы Русеф.
На выборах 2018 года баллотировался вице-губернатором по списку Жуана Дории, и был избран во втором туре.
В должности государственного секретаря координировал все стратегические действия государства: вакцины, концессии, государственные инвестиции, государственно-частное партнерство и все основные программы управления других секретариатов.